# Școala Abbott
Școala Abbott (titlu original: Abbott Elementary) este un serial american de comedie creat de Quinta Brunson și difuzat din 7 decembrie 2021 de televiziunea ABC. În România, serialul poate fi urmărit pe platforma Disney+.
Școala Abbott a primit laude din partea criticilor și a avut 15 nominalizări la premiile Emmy, câștigând patru, inclusiv cea mai bună actriță principală într-un serial de comedie pentru Brunson. A câștigat, de asemenea, trei premii Globul de Aur, cu premii pentru actorie pentru Brunson și Williams și premiul Globul de Aur pentru cel mai bun serial de televiziune – muzical sau comedie în 2023. În ianuarie 2023, serialul a fost reînnoit pentru un al treilea sezon format din 14 episoade, care a avut premiera pe 7 februarie 2024 La trei zile după premiera celui de-al treilea sezon, a fost reînnoit și pentru un al patrulea sezon.

## Sinopsis
La școala primară Willard R. Abbott, într-un cartier din Philadelphia în care în majoritate locuiesc afro-americani, o echipă de filmare realizează un documentar despre viața de zi cu zi a profesorilor care se confruntă cu reduceri de buget și o gestionare defectuoasă din partea districtului școlar. Condițiile de muncă acolo sunt dificile, iar majoritatea profesorilor își dau demisia după al doilea an.
Janine Teagues, profesoara optimistă a uneia dintre clasele a doua, este hotărâtă să nu renunțe, în ciuda circumstanțelor. Ea este însoțită de Jacob Hill, un profesor de istorie naiv, dar bine intenționat; Barbara Howard, o profesoară de grădiniță pragmatică și cu experiență; Melissa Schemmenti, cealaltă profesoară de clasa a doua și prietenă apropiată a Barbarei, și Gregory Eddie, un înlocuitor care venise să candideze pentru funcția de director. Școala este condusă de Ava Coleman, o directoare neglijentă și ineptă, care face viața dificilă echipei sale didactice.

## Distribuție și personaje
- Quinta Brunson în rolul Janine Teagues, o profesoară de clasa a doua la Abbott, care speră să îmbunătățească viața elevilor săi profitând cât mai bine de situația proastă în care districtul școlar îi face pe profesori să lucreze.
- Tyler James Williams în rolul Gregory Eddie, la început un profesor supleant de clasa întâi, dar mai târziu devine profesor cu normă întreagă și care se îndrăgostește rapid de Janine.[4]
- Janelle James în rolul Ava Coleman, directoarea școlii, care o șicanează constant pe Janine și dă personalului motive să creadă că nu există fonduri suficiente la școală; a fost numită directoare după ce l-a șantajat pe superintendent.
- Lisa Ann Walter în rolul Melissa Schemmenti, o profesoară de clasa a doua, care are legături îndoielnice cu localnicii din Philly, dar le folosește pentru a ajuta școala.
- Chris Perfetti în rolul Jacob Hill, un profesor de istorie în clasa a opta care încearcă din răsputeri să o ajute pe Janine cu planurile ei de a îmbunătăți școala.[4]
- Sheryl Lee Ralph în rolul Barbara Howard, o educatoare de grădiniță, religioasă, neclintită în ceea ce privește respectarea tradiției și o figură maternă pe care Janine o admiră.
- William Stanford Davis în rolul Mr. Johnson (sezonul 2–prezent; cu apariții episodice în sezonul 1), custodele excentric, supracalificat și talentat al școlii.[5]